# Alban Berg
Alban Berg   (Viena, 9 de febrer de 1885 - Viena, 24 de desembre de 1935), nom complet Alban Maria Johannes Berg, fou un compositor austríac. Va ser alumne d'Arnold Schönberg i el més popular de la Segona Escola de Viena. Va practicar l'atonalitat i després el dodecafonisme, i va escriure obres vinculades a l'estètica expressionista, però la seua música té una sonoritat que sempre evoca la tonalitat, un vessant romàntic, i una inclinació marcadament dramàtica. La seua obra més coneguda és l'òpera Wozzeck.

## Vida i obra

### Infantesa i joventut
Berg va nàixer a Viena, el tercer de quatre fills de Conrad Berg, un comerciant i exportador benestant procedent de Nuremberg, que tenia una botiga de llibres, objectes d'art i articles religiosos prop de l'Església de Sant Esteve, i de Johanna Braun, filla d'un joier imperial. El més gran dels seus germans, Hermann, va emigrar als Estats Units, però els altres dos Charly (Karl Bernhard) i Smaragda, l'única dona, van ser els seus companys d'infància. La seua família, de formació catòlica, va viure molt confortablement fins a la mort de son pare el 30 de març de 1900.
Berg, de petit, va mostrar més inclinació vers la literatura que vers la música, però va començar a compondre lieder i duos des dels quinze anys. La seua germana, excel·lent pianista, el va introduir en la música francesa contemporània (Claude Debussy i Maurice Ravel sobretot). El 1903 va fallar en els exàmens finals, la qual cosa li va ocasionar una depressió que el va portar a un intent de suïcidi. En aprovar-los després, va iniciar una pràctica com auxiliar de comptabilitat, en Statthalterei en la Baixa Àustria, mentre simultàniament assistia a classes de Dret i Musicologia.

### La trobada amb Schönberg
El 1904, Charly, germà de Berg, va portar alguns lieder a Schönberg, qui gratament sorprès, es va oferir per a donar-los classes, les que van començar des d'octubre d'aquell any (gratuïtes fins a 1906 a causa de la seua precària situació econòmica). En les classes de Schönberg va conèixer Anton Webern.
El 1906 va adquirir una herència que li va donar estabilitat econòmica i li va permetre dedicar-se més intensament als seus estudis. En aquest mateix any va conèixer Helene Nahoswki, cantant i filla d'una família acomodada i la seua futura esposa. Va viatjar a Graz per escoltar l'estrena de Salomé de Richard Strauss, el 16 de maig de 1906. En un recital a Viena el 7 de novembre de 1907 va oferir les estrenes públiques de 3 lieder (que després inclouria en els seus Sieben frühe lieder) i una fuga amb quartet de corda i piano. En totes aquestes primeres obres, Berg revela la influència del romanticisme i el postromanticisme alemany (Schumann, Wagner, Brahms, Hugo Wolf, el seu mestre Schönberg) i també de l'impressionisme francés (Debussy).
El 1910 va acabar els seus estudis amb Schönberg. La seua obra de "graduació" va ser la Sonata per a piano catalogada Op. 1, una de les obres "més formidables mai escrites per un compositor". Quan Schönberg va abandonar l'ús de la tonalitat (que havia sigut el sistema principal usat en la música occidental durant segles) i va començar a experimentar en el que s'anomenaria atonalitat, Berg i el seu col·lega Webern es van unir a aquesta recerca de possibilitats sonores. El canvi de rumb s'evidencia en els seus Quatre Lieder Op. 2 i el seu Quartet de corda Op. 3. Durant tota la seua vida, Berg va mantenir una gran amistat i estima envers Schönberg, a qui considerava com un pare. També Webern va ser un gran amic seu.
Un concepte important que Schönberg li va ensenyar és el que es coneixeria després com variació contínua, que consisteix en el fet que la unitat d'una peça depèn que tots els aspectes d'ella deriven d'una senzilla idea bàsica. Berg també va transmetre aquesta idea als seus alumnes; un d'ells, el filòsof Theodor Adorno va dir: "El principi més important que em va ensenyar és el de la variació: s'assumeix que tot ha de desenvolupar-se i ser a més intrínsecament diferent." La Sonata és un impactant exemple de treball sobre aquesta idea: tota la composició es deriva del motiu inicial de quartes i quintes i de la frase inicial.

### Inicis com a compositor
Berg va ser part de l'elit cultural de Viena durant el període conegut com el fin de siècle. Aquest cercle va incloure els músics Alexander von Zemlinsky i Franz Schreker, el pintor Gustav Klimt, l'escriptor i satíric Karl Kraus, l'arquitecte Adolf Loos i el poeta Peter Altenberg. El 14 d'abril de 1911, va estrenar la seua Sonata per a piano i el seu Quartet de corda, el 3 de maig es casava amb Helene Nahowski, a pesar de l'oberta hostilitat de la família de la nóvia. Del seu idil·li es conserven unes cartes d'amor que s'han fet cèlebres. El 18 de maig moria Gustav Mahler, el gran director i compositor austríac, a qui Berg admirava profundament i que va exercir una poderosa influència en la seua música.
El 1912 va començar a compondre música sobre uns textos de Peter Altenberg, singular poeta vienès que escrivia breus poesies en postals que regalava als seus amics. En aquells anys, els membres de la Trinitat Vienesa van començar a experimentar amb la forma musical, escrivint obres d'extremada concisió i densitat i, per tant, molt curtes; també va compondre en aquest estil (anomenat estil aforístic), les seues Quatre peces per a clarinet i piano el 1913. Precisament, el 31 de març d'aquest any, es va preparar l'estrena dels Altenberg Lieder Op. 4 per a un concert dedicat exclusivament a obres dels alumnes de Schönberg i dirigit per aquest. L'estranyesa de les peces i la discreció de l'ús de l'enorme orquestra simfònica van acabar per causar un escàndol que va interrompre el concert - les cançons serien acabades de "estrenar" el 1952.

### Wozzeck
El 14 de maig de 1914 Berg va assistir a una representació teatral de Woyzeck (en aquell temps es titulava Wozzeck a causa d'un error d'edició), drama inconclús del llavors acabat de descobrir escriptor alemany Georg Büchner. Berg va decidir utilitzar-lo per a una òpera. Tanmateix, el projecte es va veure interromput per la Primera Guerra Mundial. Berg va ser cridat a servir en l'Armada de l'Imperi Austrohongarès. Al principi va ser destinat a Hongria, i més tard, a causa de la seua malaltissa salut, al Ministeri de Guerra. Ací va començar a treballar en la seua futura obra.
Acabada la guerra, el 1918 Schönberg va fundar la Societat per a Execucions Musicals Privades, que buscava crear un ambient ideal per a l'exploració de música nova mitjançant assaigs públics, execucions repetides, i l'exclusió de tots els crítics professionals i en la que Berg col·laboraria assíduament. El 1920 Berg va gaudir d'una reeixida activitat com a escriptor, per un temps va dubtar de si continuar component o enfocar-se a escriure. També es va dedicar a l'ensenyament, un dels seus alumnes va ser el després brillant filòsof Adorno i l'austriac Hanns Jelinek que després seria un bon compositor.
El 1921 va concloure la seua òpera Wozzeck. L'any següent va publicar la partitures de la reducció per a piano de la seua òpera amb el suport econòmic de la seua gran amiga Alma Mahler, la viuda del compositor. El 1923 va signar un contracte per a la publicació de la seua obra amb Universal Edition (vigent fins avui).
Com que els teatres d'òpera rebutjaven estrenar la seua obra, el director Hermann Scherchen va suggerir que escriguera una espècie de suite simfònica per a cridar l'atenció del públic i els empresaris per la seua recent obra. Va estrenar llavors, el 1924 a Frankfurt del Main, les Tres escenes de Wozzeck per a soprano i orquestra, que van obtenir un gran èxit, i va permetre l'estrena de l'òpera completa el 14 de desembre d'aqueix mateix any en l'Òpera Estatal de Berlín pel director Erich Kleiber. Wozzeck va consagrar internacionalment al compositor, que es va dedicar en els anys següents a viatjar arreu d'Europa per a supervisar les representacions de la seua òpera i donar conferències: Praga el 1926, Leningrad el 1927, Oldenburg el 1929 i 25 vegades més durant la resta de la seua vida. També li va permetre viure amb més tranquil·litat des del punt de vista de l'economia.

### Dodecafonisme
El 1923, Schönberg anuncia el seu últim descobriment: la tècnica dodecafònica. Immediatament els seus alumnes van començar a usar-la, la primera obra en què l'empraria seria en la re-musicalització de "Schliesse Mir Die Augen beide" (tanca els meus dos ulls). La va posar lliurement i parcialment en pràctica en la Suite Lírica (1925) per a quartet de corda, obra inspirada en la seua relació extramatrimonial amb Hanna Fuchs. Aquesta obra va ser estrenada pel famós Quartet Kolisch el 8 de gener de 1927, i després a comanda de la seua editorial faria un arranjament de 3 dels moviments per a orquestra de corda. Berg sempre va usar el dodecafonisme en forma molt lliure, violant les ortodoxes regles que inicialment va establir Schönberg, donant-li un particular color tonal. També correspon a aquesta època el Concert de cambra, que va dedicar al cinquantenari del seu mestre Schönberg, i en la que com era el seu costum, va col·locar una sèrie de símbols, al·lusius a la Trinitat Vienesa.
El 1927 va considerar musicalitzar el conte fantàstic de Gerhart Hauptmann Und Pippa tanzt. Finalment, el 1928, es va decidir a posar música al tema de Lulu del dramaturg Frank Wedekind que havia vist en escena l'any 1905. El 1929 va escriure per encàrrec una ària de concert: Der Wein (El vi), basada en poemes de Les flors del mal de Charles Baudelaire traduïts per Stefan George. El 1930 va ser nomenat membre de la "Prüßischen Akademie Der Künste". Dos anys després va comprar una residència d'estiu a Wörthersee.

### A la memòria d'un àngel
Berg juntament amb Anton Webern, fou un dels alumnes més dotats d'Arnold Schönberg, al que seguí en els seus estils atonal i dodecafònic, si bé adaptats a la seva pròpia personalitat, romàntica i somniadora. Aquesta naturalesa es tradueix en una producció musical d'extraordinària força dramàtica i qualitat comunicativa, que no exclou, ans al contrari, un marc formal tant sòlit com rígid. Berg deixa un reduït catàleg en el que brilla amb llum pròpia llur òpera Wozzeck. Llur última obra finalitzada, l'emotiu concert, A la memòria d'un àngel, per a violí, s'estrenà a Barcelona el 19 d'abril de 1936 en el transcurs del XIV Festival de la Societat Internacional per la Música Contemporània. El títol de la composició al·ludeix a la jove Manon Gropius, filla del matrimoni format per pel famós arquitecte Walter Gropius i Alma Mahler, ambdós bons amics del compositor, morta un any abans a causa de la poliomielitis. (1)

### Lulu i el final
Berg es dedicava intensament a la composició de la seua nova òpera. Amb l'Anschluss (annexió) d'Àustria per l'Alemanya de Hitler, i amb la censura nazi dels estils musicals considerats Entartete Kunst (art degenerat), Berg va passar serioses dificultats econòmiques. A més va patir l'exili del seu gran amic Schönberg pel creixent antisemitisme.
A l'abril de 1934, estava culminant la composició de Lulu. L'estrena mundial estava programada per a Berlín sota la direcció d'Erich Kleiber. Va compondre llavors, igual que per a Wozzeck, la Lulu Suite que es va estrenar el 30 de novembre en l'Òpera Estatal de Berlín amb Erich Kleiber. A causa de les hostilitats contra Kleiber i la campanya de la premsa, aquest va emigrar al gener de l'any següent. Les obres de Berg van ser prohibides a Alemanya. Llavors interromp la composició de Lulu (faltava l'orquestració dels últims actes) des d'abril fins a agost de 1935 per a compondre el seu Concert per a violí, dedicat a la filla del matrimoni d'Alma Mahler amb Walter Gropius, Manon, que havia mort recentment.
La nit de Nadal de 1935 mor d'una septicèmia causada segons sembla per una picada d'abella, deixant Lulu inconclusa. La seva vidua Helene Berg es va negar a que l'òpera fos acabada tot i que hi havia prou material per a fer-ho. Finalment, després de la mort de Helene l'acte III seria orquestrat pel compositor austríac Friedrich Cerha, estrenant-se completa el 24 de febrer de 1979 a París, sota la direcció de Pierre Boulez. El seu Concert per a violí "Dem Andenken eets Engels" (a la memòria d'un àngel) seria estrenat pòstumament el 19 d'abril de 1936 pel violinista Louis Krasner i el director Hermann Scherchen a Barcelona.

## Composicions
- Diversos (al voltant de 70) Lieder juvenils (Jugendlieder) per a veu i piano (1900-8)
- Diverses peces per a piano (1900-8)
- Diverses obres per a quartet de corda (1900-8)
- Set Lieder juvenils per a veu i piano (1905-8) (també orquestrats)
- Schliesse Mir Die Augen beide per a veu i piano (1909)
- Sonata per a piano en si menor OP. 1 (1908)
- Quatre Lieder per a veu i piano OP. 2
- Quartet de corda OP. 3 (1910)
- Quatre Lieder sobre poemes de postals de Peter Altenberg OP. 4 (1912)
- Vier Stücke (Quatre peces per a clarinet i piano) OP. 5 (1913)
- Tres peces per a orquestra, Op. 6 (1913)
- Wozzeck, òpera OP. 7 (1917)
- Tres fragments de Wozzeck per a soprano i orquestra (1924)
- Concert de cambra per a piano, violí i 13 instruments de vent (1923-5)
- Suite lírica per a quartet de corda (1925-6)
- Lulu, òpera (1929-35, inacabada)
- Der Wein, ària per a soprano i orquestra (1929)
- Concert per a violí i orquestra, A la memòria d'un àngel (1935)
- Suite de Lulu per a soprano i orquestra (1934)